# روزی دیگر در بهشت (فیلم)
روزی دیگر در بهشت (انگلیسی: Another Day in Paradise) فیلمی آمریکایی در سبک جنایی و درام به کارگردانی لری کلارک است که در سال ۱۹۹۸ منتشر شد.

## داستان
یک زوج معتاد با امید رسیدن به پول زیادی با چند سارق مواد مخدر همراه می‌شوند، اما دچار مشکل شده و به قتل و خشونت برخورد می‌کنند.

## بازیگران
- جیمز وودز - مل
- ملانی گریفیث - سید
- وینسنت کارتیسر - بابی
- ناتاشا گرکسون واگنر - رزی
- پیتر سارسگارد - تای
- جیمز اوتیس - رورند
- لو دایموند فیلیپس - جوئلز